# Austropsopilio novaehollandiae
Espèce
Austropsopilio novaehollandiae est une espèce d'opilions dyspnois de la famille des Acropsopilionidae.

## Distribution
Cette espèce est endémique du Queensland en Australie. Elle se rencontre sur le mont Hobwee.

## Description
La femelle immature holotype mesure 1,05 mm de long et 0,92 mm de large.

## Systématique et taxinomie
Cette espèce a été décrite par Forster en 1955.

## Étymologie
Son nom d'espèce lui a été donné en référence au lieu de sa découverte, la Nouvelle-Hollande.

## Publication originale
- Forster, 1955 : « Further Australian Harvestmen (Arachnida, Opiliones). » Australian Journal of Zoology, vol. 3, p. 354-411.